# Ivarskär
Ivarskär är ett skär i Åland (Finland). Det ligger i Skärgårdshavet och i kommunen Finström i landskapet Åland, i den sydvästra delen av landet. Ön ligger omkring 21 kilometer norr om Mariehamn och omkring 280 kilometer väster om Helsingfors.
Öns area är 5 hektar och dess största längd är 310 meter i nord-sydlig riktning. I omgivningarna runt Ivarskär växer i huvudsak barrskog. Runt Ivarskär är det glesbefolkat, med 19 invånare per kvadratkilometer.. Närmaste större samhälle är Jomala, 15,3 km sydost om Ivarskär.